# ヘンリー・マスケ
ヘンリー・マスケ（Henry Maske  発音、1964年1月6日 - ）は、ドイツの元プロボクサー。ブランデンブルク州トレウレンブリッツェン出身。元IBF世界ライトヘビー級王者。
1988年ソウルオリンピックでは最後の東ドイツオリンピック代表選手として相手に一つのポイントを与えず全て完封勝ちでミドル級の金メダルを獲得した。鉄壁のディフェンスと抜群の空間把握能力を誇り、当時難攻不落と言われた。引退に追い込まれたヴァージル・ヒルを相手に2007年に11年ぶりに現役復帰を果たし往年の技術をまざまざと見せつけ現役世界王者を破って借りを返して再び引退した。

## アマチュア時代
世界選手権では1987年に銀メダルに終わるものの1989年にはライトヘビー級で金メダルを獲得した。ヨーロッパ世界選手権でも1985年、1987年、1989年にはミドル級で3連覇を達成した。
1988年ソウルオリンピックでミドル級で登場。1回戦を完封勝ち。2回戦は不戦勝。3回戦、準決勝、決勝と5-0の連続完封勝ちで金メダルを獲得した。

## プロ時代
1990年5月9日、ロンドンでプロデビューを果たし初回55秒KO勝ち。
1991年12月6日、トム・コリンズと対戦し8回1分35秒TKO勝ち。
1993年3月20日、IBF世界ライトヘビー級王者チャールズ・ウィリアムズと対戦し12回3-0(2者が116-111、118-110)の判定勝ちで王者獲得に成功した。
1993年9月13日、アンソニー・ヘンブリックと対戦し12回3-0(119-109、2者が119-108)の判定勝ちで初防衛に成功した。
1993年11月12日、デビッド・ベダーと対戦し12回3-0(118-110、120-107、120-108)の判定勝ちで2度目の防衛に成功した。
1994年3月26日、アーネスト・マグダネロと対戦し9回TKO勝ちで3度目の防衛に成功した。
1994年6月4日、アンドレア・マギーと対戦し12回3-0(117-114、117-112、119-110)の判定勝ちで4度目の防衛に成功した。
1994年10月8日、元世界3階級制覇王者アイラン・バークレーと対戦し9回終了時棄権で5度目の防衛に成功した。
1995年2月11日、7年前にソウルオリンピックの決勝で完封勝ちをしているイガートン・マーカスと対戦。12回3-0(2者が118-110、118-109)の判定勝ちで6度目の防衛に成功した。
1995年5月27日、元IBF世界スーパーミドル級王者グラシアノ・ロッシジャーニと対戦し苦戦しながらも12回3-0(116-114、116-112、117-111)の判定勝ちで7度目の防衛に成功した。
1995年10月15日、グラシアノ・ロッシジャーニとダイレクトリマッチを行い、前回同様苦戦しながら12回3-0(117-111、116-112、115-113)の判定勝ちで8度目の防衛に成功した。
1996年2月17日、デュラン・ウィリアムスと対戦し12回3-0(2者が117-111、118-110)の判定勝ちで9度目の防衛に成功した。
1996年5月25日、ジョン・スクーリーと対戦し12回3-0(119-109、2者が120-108)の判定勝ちで10度目の防衛に成功した。
1996年11月23日、WBA世界ライトヘビー級王者ヴァージル・ヒルと統一戦を行い12回1-2(113-116、113-115、116-112)の判定負けで11度目の防衛に失敗、WBA王座獲得に失敗した。マスケは試合前からこの試合で引退すると宣言しており宣言通り引退を発表。
2007年3月31日、引退を撤回し11年ぶりの試合。WBA世界クルーザー級王者ヴァージル・ヒルとノンタイトル12回戦で再戦。12回3-0(2者が117-110、116-113)の判定勝ちを収めた後、再び引退した。

## 獲得タイトル
- IBF世界ライトヘビー級王座（防衛10）